# Tadorna cana
Tadorna cana е вид птица от семейство Патицови (Anatidae).

## Разпространение
Видът е разпространен в Ботсвана, Лесото, Намибия и Южна Африка.